# Горностайпільська волость
Горностайпільська волость — адміністративно-територіальна одиниця Радомисльського повіту (з 1919 року - Чорнобильського повіту) Київської губернії з центром у містечку Горностайпіль.
Станом на 1900 рік складалася з 47 поселень - 1 містечка, 22 сіл і 24 хуторів. Населення — 17708 особи (8852 чоловічої статі та 8856 — жіночої).
|                     | Площа, десятин | У тому числі орної, дес. |
| ------------------- | -------------- | ------------------------ |
| Сільських громад    | 20659          |                          |
| Приватної власності | 54061          |                          |
| Казенної власності  | 275            | —                        |
| Іншої власності     | -              |                          |
| Загалом             | 74995          | 23019                    |

Основні поселення волості:
- Містечко Горностайпіль — власницьке містечко за 110 верст від повітового міста, 2894 осіб, 137 дворів, православна церква, 3 єврейські школи, церковно-парафіяльна школа, поштово-телеграфна та поштова земська станції, винокурний завод, 4 вітряки, 5 кузень, приймальний покій, фельдшер, аптека, 3 постоялих двори, казенна винна лавка, чайна товариства тверезості, сільський банк.
- Воздвиженськ — власницьке село за 112 верст від повітового міста, 826 осіб, 59 дворів, православна церква, школа грамоти.
- Губин — власницьке село за 115 верст від повітового міста, 848 осіб, 73 дворів, школа грамоти, 3 вітряки, казенна винна лавка.
- Дитятки — власницьке село за 102 версти від повітового міста, 824 особи, 73 двори, школа грамоти, 3 вітряки, казенна винна лавка.
- Дитятківська паперова фабрика — за 105 верст від повітового міста, 1388 осіб, 100 дворів, 1-класна міністерська школа, лікарня, фельдшер, аптека, казенна винна лавка, постоялий двір
- Оране — власницьке село за 102 версти від повітового міста, 1015 осіб, 106 дворів, православна церква, церковно-парафіяльна школа, водяний млин, вітряк, казенна винна лавка.
- Страхолісся — власницьке село за 119 верст від повітового міста, 1214 осіб, 87 дворів, школа грамоти, 5 вітряків, казенна винна лавка.
- Толокунь — власницьке село за 125 верст від повітового міста, 788 осіб, 60 дворів, школа грамоти.